# John Warrender
John Robert Warrender (7 février 1921 - 14 juillet 2007)  est un soldat, agriculteur et homme politique conservateur écossais.

## Biographie
Warrender est né à Édimbourg. Il est le fils aîné de Victor Warrender (1er baron Bruntisfield), et de sa première épouse, Dorothy Rawson. Son père est député conservateur de Grantham de 1923 à 1942, date à laquelle il est créé baron Bruntisfield.
Warrender étudie au Collège d'Eton, puis au Royal Military College de Sandhurst, d'où il est nommé dans les Royal Scots Greys. Il reçoit la Croix militaire pour ses actions alors qu'il sert comme lieutenant en Italie en novembre 1942. Il est adjudant du régiment et aide de camp du gouverneur de Madras de 1946 à 1948. Il devient agriculteur lorsqu'il prend sa retraite de l'armée. Il est lieutenant-colonel du North Somerset Yeomanry et du 44e régiment royal de chars nouvellement fusionnés de 1957 à 1962, et reçoit la décoration territoriale en 1967. Il rejoint ensuite la Royal Company of Archers et est brigadier de 1973 à 1985.
Il reçoit l'OBE en 1963 et se présente comme candidat conservateur pour le siège travailliste sûr de Pontypridd aux élections générales de 1964, perdant face au titulaire, Arthur Pearson, par une large marge. Il devient sous-lieutenant du Somerset en 1965. Il hérite de la baronnie à la mort de son père en 1993, mais est exclu de la Chambre des lords par le House of Lords Act 1999.
Il se marie trois fois. Il épouse (Ann) Moireen Campbell en 1948 et ont deux fils et deux filles. Elle est décédée en 1976 et il se remarie avec Shirley Crawley (née Ross) en 1977. Sa deuxième épouse est décédée en 1981 et il se remarie à Jan Graham (née Joanna Kathleen Chancellor) en 1985. Il est mort à Édimbourg.
Son héritier est son fils, Michael (né le 9 janvier 1949), qui devient le 3e baron. Il est marié et a un fils, John Michael Patrick Caspar Warrender (né le 1er juin 1996) .